# Zinco protoporfirina
La zinco protoporfirina (ZPP) è un composto presente nei globuli rossi quando la produzione dell'eme è inibita da piombo e/o dalla mancanza di ferro. La protoporfirina IX, il precursore immediato dell'eme, invece di incorporare uno ione ferroso, per formare l'eme, incorpora uno ione zinco, formando ZPP.

## Utilità clinica
La determinazione della zinco protoporfirina nei globuli rossi è utilizzata come test di screening per l'avvelenamento da piombo e per la carenza di ferro. Ci sono una serie di specifiche situazioni cliniche in cui questa determinazione si rivela utile 
- Avvelenamento da piombo
- Carenza di ferro
- Anemia falciforme
- Anemia sideroblastica
- Anemia da malattia cronica
- Esposizione al vanadio

La caratteristica fluorescenza del ZPP nei globuli rossi intatti, permette di determinare rapidamente ed economicamente il rapporto molare ZPP/eme (μmole/mole), utilizzando una piccola quantità di campione.

## Storia
I composti porfirinici contenenti zinco sono noti fin dal 1930. Sono diventati di maggiore interesse con la scoperta, nel 1974, che ZPP è il composto porfirinico non-eme con maggiore concentrazione presente nei globuli rossi a causa di avvelenamento da piombo o da carenza di ferro.
All'epoca era già noto che in queste condizioni i livelli di non-eme protoporfirina IX erano elevati, ma gli scienziati avevano usato metodi di estrazione che convertivano ZPP in protoporfirina IX, impedendo l'isolamento e l'identificazione del complesso.